# Navajo Mountain (Utah)
Navajo Mountain est une census-designated place du comté de San Juan, dans l'État de l'Utah, aux États-Unis. En 2020, elle compte une population de 450 habitants.